# 紀大偉
紀大偉（き たいい、1972年2月3日 - ）は台湾の作家、研究者。
国立台湾大学外国語文学科卒業 、国立台湾大学外国語研究科修了後、米国カリフォルニア大学ロサンゼルス校で比較文学の博士号を取得。ウェズリアン大学東アジア研究科講師、 コネチカット大学外国語研究科准教授を経て、現在は国立政治大学台湾文学研究所准教授。
紀が関心を寄せているテーマには、フェミニズム、クィア文学、ポストモダニズム、インターネット文学、SF小説等があり、学部生の時にイタロ・カルヴィーノの翻訳を開始している。1995年に発表された代表作『膜』は、映画、演劇、社会学、文学、哲学理論を縦横に織り込んだSF小説で、台湾クィア文学における重要作となっており、紀は邱妙津、陳雪、洪凌らとともに「クィア作家」と称される。これまで全国学生文学賞、中央日報文学賞、幼獅文芸SF小説賞、聯合報文学賞、華航旅行文学賞等を受賞。紀の小説は、英語、フランス語、スウェーデン語、日本語に翻訳されており、日本のメディアで紀は「クィアSF小説の旗手」と紹介された。

## 著作

### 小説
- 《感官世界》（平裝本，1995）［新版］（聯合文學，2011）
- 《膜》（平裝本，1996）［復刻版］（聯經，2011）
- 《戀物癖》（時報，1998）

紀大偉作品の日本語訳には以下があり、代表作『膜』をはじめ全4作品を読むことができる。
- 紀大偉著、白水紀子訳、黄英哲、白水紀子、垂水千恵編『台湾セクシュアル・マイノリティ文学2 中・短篇集 紀大偉作品集『膜』ほか全四篇』作品社、2008年。ISBN 978-4-86182-228-5

### 評論など
- 《酷兒啓示録》（元尊文化，1997）
- 《晩安巴比倫：網路世代的性慾、異議與政治閲讀》（探索文化，1998）［新版］（聯合文學，2014）
- 陳雪（中国語版）、洪凌（中国語版）らと共著：《酷兒狂歡節》（元尊文化，1998）
- 許佑生（中国語版）、張娟芬（中国語版）と共著：《揚起彩虹旗：我的同志運動經驗 1990-2001》（心靈工坊，2002）

### 訳書
- 馬努葉・普易：《蜘蛛女之吻》（時報，1994） - マヌエル・プイグ『蜘蛛女のキス』
- 伊塔羅・卡爾維諾：《分成兩半的子爵》（時報，1998） - イタロ・カルヴィーノ『まっぷたつの子爵』
- 伊塔羅・卡爾維諾：《不存在的騎士》（時報，1998） - 同『不在の騎士』
- 伊塔羅・卡爾維諾：《樹上的男爵》（時報，1998） - 同『木のぼり男爵』
- 伊塔羅・卡爾維諾：《蛛巣小徑》（時報，1999） - 同『蜘蛛の巣の小道』